# 從眾效應

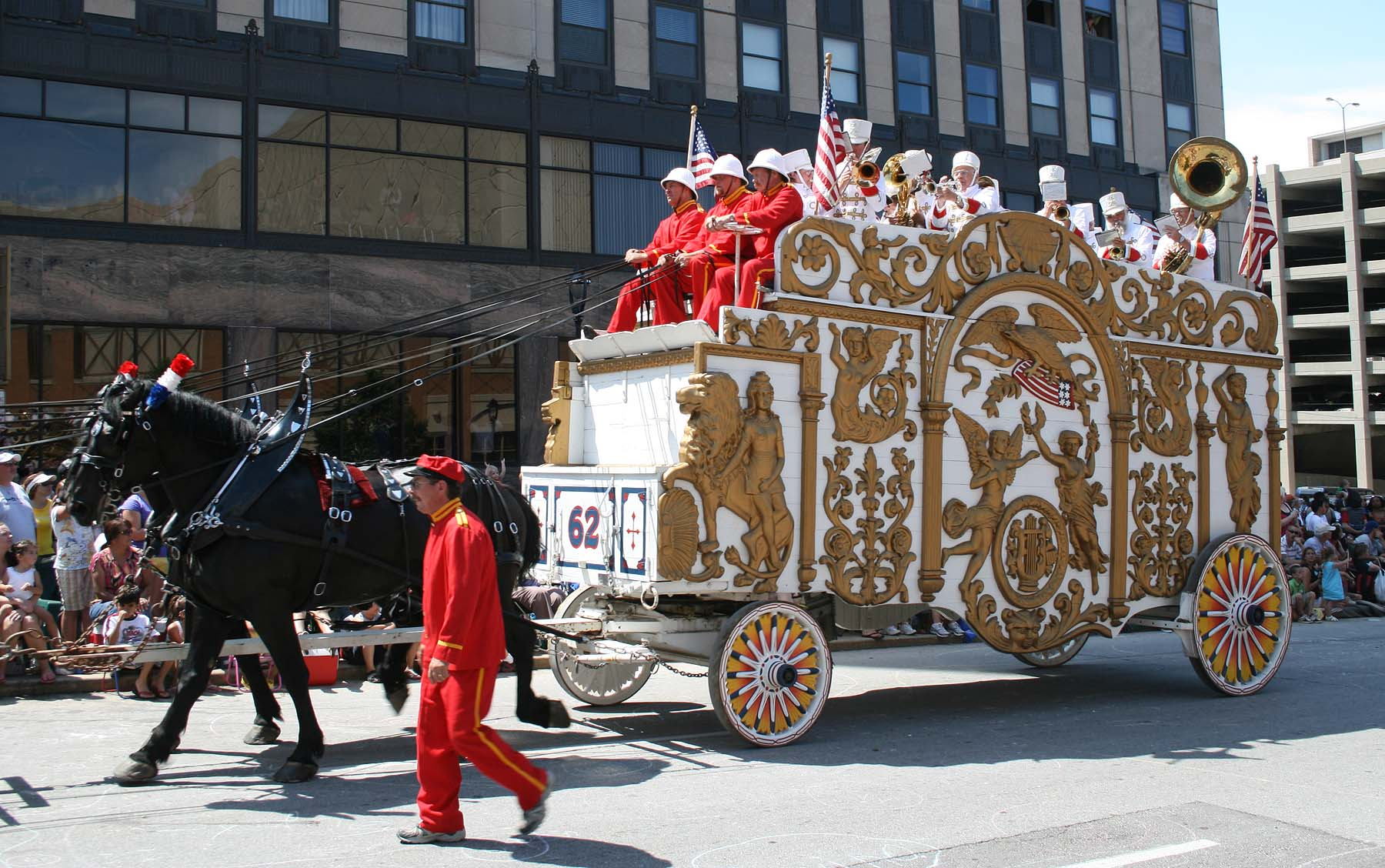
樂隊花車，任何人只要跳上車就能享受讚美，也是此比喻之由來

從眾效應或樂隊花車效應（英語：Bandwagon effect）是指人們受到多數人的一致思想或行动影響，而跟從大眾之思想或行為，常被稱為「羊群效應」（英語：Herd mentality）。從眾效應是訴諸群眾謬誤之基礎。

## 樂隊花車
從眾效應又被稱為「跟尾狗效應」，也就像是跟在別人身後的狗一樣，自己不會作出決定。參加者只要跳上了這台樂隊花車，就能夠輕鬆地享受遊行中的音樂，又不用走路，也因此英文片語（跳上樂隊花車）就代表了「進入主流」。此片語首先在1848年的美國政府中，由林肯時代的一個小丑使用。專業馬戲團小丑丹·賴斯在為扎卡里·泰勒競選宣傳時，使用了樂隊花車的音樂來吸引民眾注目。當泰勒的宣傳日益成功時，越來越多政客為求利益而投向了泰勒。1900年，威廉·詹寧斯·布萊恩參選美國總統時，樂隊花車已成為競選不可或缺之一部份。

## 心理學實驗
- 阿希從眾實驗
- 路西法效應：由美國著名心理學家菲利普·津巴多主辦之史丹佛監獄實驗

## 政治
選舉中常見到從眾效應：一些選民會投票給很可能勝出（或在傳媒中如此宣稱）的候選人，從而增加他們真的勝出之機會。

## 經濟
在微觀經濟學裏，從眾效應影響需求和偏愛之間的互動。受從眾效應影響下，當購買一件商品的人數增加，人們對它的偏愛也會增加。這種關係會影響供求理論所解釋的現象，因為供求理論假設消費者只會按照價格和自己的個人偏愛來買產品，參見網路外部性。在證券交易市場中，從眾效應可以使一隻證券短時間內提升至一個不合理價位。參見技術分析。

## 社會例證
- 意識形態，如民族主義、拜金主義、民粹主義、分離主義。
- 童黨與黑幫問題，如電影三五成群。
- 早在20世紀70年代，就出現慣性收視問題。
- 發生於南美蓋亞那之瓊斯鎮集體自殺事件。
- 在二零零七年，香港禁毒處報告青年人吸毒原因中，有近60%是受到同輩朋友影響，或想和同輩朋友打成一片。[6]